# Костромка (приток Чепцы)
Костромка — река в Ярском районе Удмуртии, правый приток Чепцы. Устье реки находится в 218 км по правому берегу реки Чепца. Длина реки составляет 15 км, площадь бассейна — 84 км².

## Течение
Исток расположен посреди тайги. Высота истока — 225 м над уровнем моря. Протекает в южном и юго-западном направлении, впадает в Чепцу возле села Елово. На реке расположена одноимённая деревня, где построен автомобильный мост. Правый приток — Апевайка. Высота устья — 125,8 м над уровнем моря.

## Данные водного реестра
По данным государственного водного реестра России относится к Камскому бассейновому округу, водохозяйственный участок реки — Чепца от истока до устья, речной подбассейн реки Вятка. Речной бассейн реки — Кама.
Код объекта в государственном водном реестре — 10010300112111100033438.